# Basheer Fawwaz H. Zoubi
Basheer H. Fawwaz Zoubi (arabisch بشير فواز الزعبي, DMG Bašīr Fawwāz az-Zuʿbī; * 1965) ist ein jordanischer Diplomat. Er war von 2017 bis 2022 Botschafter Jordaniens in Deutschland.

## Leben
Zoubi studierte in den 1980er Jahren Wirtschaftswissenschaften an der Portland State University in den USA, wo er 1988 den Bachelor erwarb. Im Jordanischen Ministerium für Auswärtige Angelegenheiten (JMFA) war er 1991 bis 1993 als Mitarbeiter tätig. Anschließend wurde Zoubi Diplomat der Jordanischen Mission bei den Vereinten Nationen in New York City, wo er bis 1998 arbeitete.
1998/1999 bekleidete Basheer Fawwaz Zoubi die Ämter: Diplomat im JMFA in Amman als Leiter des Privatoffice’ des Ministers, danach Stellvertretender Missionschef der Botschaft von Jordanien in Ottawa.
2000–2001 absolvierte er Weiterbildungskurse über Ökonomie an der Carleton University. Nach Abschluss wurde Zoubi Stellvertretender Direktor des Privatoffice’ des Jordanischen Außenministers und blieb es bis 2004. In den Jahren 2004–2006 und 2007–2009 vertrat er in den Vereinten Nationen (UN)  in New York die jordanischen Interessen als Ständiger Vertreter. Dazwischen, 2006/2007 war Zoubi ebenfalls bei den UN tätig, aber an anderer Stelle.
2009 und 2010 war Zoubi Stellvertretender Direktor für Internationale Angelegenheiten und Organisationen am JMFA in Amman, im Jahr 2010 auch für Europäische Angelegenheiten zuständig.
In den folgenden Jahren, bis 2016, berief ihn seine Regierung als Leiter der Jordanischen Botschaft in Kanada nach Ottawa.
Im ersten Halbjahr 2017 war Zoubi Berater des Jordanischen Ministers für auswärtige Angelegenheiten und Ausbürgerungen in Amman. Danach delegierte ihn die Regierung nach Deutschland, wo er die Jordanische Botschaft in Berlin als Leiter übernahm. Er löste Farouk Kasrawi im Amt ab, der das Amt zehn Jahre bekleidet hatte. Zoubis Akkreditierung durch den deutschen Bundespräsidenten Frank-Walter Steinmeier erfolgte am 6. Juni 2017. Im Juli 2022 folgte ihm Yousef Radwan Ali Bataineh in diesem Amt nach.
Zu seinen konkreten Aufgaben gehörte die Vermittlung von Kontakten zwischen jordanischen und deutschen Einrichtungen aus Wirtschaft und Handel, Wissenschaft, Medizin. Beispielsweise war der jordanische Botschafter im August 2018 unter anderem einer von 1200 geladenen Gästen, vor denen der deutsche Bundespräsident den 26. Deutschen Umweltpreis der Bundesstiftung Umweltschutz an Aktivisten in Sachen Klima, Wasser, Umweltschutz verlieh. So begleitete er im Jahr 2020 auch den jordanischen Arbeitsminister bei dessen Gesprächen in Berlin. Sein Dienst- und Wohnsitz war die Jordanische Botschaft in Berlin im Bezirk Spandau, Heerstraße.
Der Botschafter Zoubi war Mitglied des Beirats der Deutsch-Arabischen Gesellschaft.
Basheer Fawwaz Zoubi spricht arabisch und englisch.

## Veröffentlichungen
(Jeweils Mitautorenschaft):
- Does issuing government debt needed as a Ponzi scheme in Islamic finance (dt.: „Wird die Emission von Staatsschulden als Ponzi-Programm für islamische Finanzen benötigt?“), Artikel im Finanz-Manager (Magazin), August 2008, 34(10):726-736.
- Market efficiency, time‐varying volatility and the asymmetric effect in Amman stock exchange (dt.: „Markteffizienz, zeitlich variierende Volatilität und der asymmetrische Effekt an der Amman-Börse“), Juni 2007.
- Dividend Signaling Hypothesis and Short-Term Asset Concentration of Islamic Interest-free Banking, (dt.: „Dividendensignalisierungshypothese und kurzfristige Vermögenskonzentration des islamischen zinslosen Bankwesens“), September 2003.